# Gezaagde zee-eik
De gezaagde zee-eik (Fucus serratus) is een bruinwier.

## Beschrijving
Dit wier kan ongeveer 30 tot 50 cm lang worden.  Gezaagde zee-eik vertoont een middenrib maar geen gasblazen.  Het thallus vertoont een kenmerkende gezaagde rand.

## Kleur
De gezaagde zee-eik is olijfbruin.  Naar de toppen met de voortplantingsorganen toe, is het wier wat lichter en minder groen.  De mannelijke planten zijn meer oranje.

## Voortplanting
De voortplanting is geslachtelijke en ongeslachtelijk.  Er zijn mannelijke en vrouwelijke planten.  In tegenstelling tot andere soorten van het geslacht Fucus, is het voortplantingsgedeelte naar de top van de takken toe niet sterk gezwollen en omringd door een, eveneens gezaagde, smalle rand.

## Leefgebied
De gezaagde zee-eik vormt een aparte band op rotssubstraat, laag in het intergetijdengebied.  Het vormt een vegetatieband onder blaaswier (Fucus vesiculosus) of knotswier (Ascophyllum nodosum) en boven suikerwier (Laminaria).  De exemplaren die aan de branding zijn blootgesteld hebben smallere bandvormige delen dan deze die langs beschutte kusten voorkomen.

## Verspreiding
In Nederland komt de Gezaagde zee-eik tamelijk algemeen tot zeer algemeen voor in Zeeland, de Hollandse kust en de Waddenzee.